# Osama bin Laden
Šejk Usamah bin Mohamed bin Avad bin Ladin (arabsko أسامة بن محمد بن عوض بن لادن‎, splošno znan kot Osama bin Laden), savdski plemič, poslovnež, fundamentalist in terorist, * 10. marec ali 30. julij 1957, Rijad, Saudova Arabija, † 2. maj 2011, Abbottabad, Pakistan.
Osama bin Laden, član bogate savdske rodbine bin Laden, je bil kot vodja džihadske teroristične skupine Al Kaida, ki je izvedla številne množične teroristične napade (največji napadi 11. septembra 2001), uvrščen na seznam mednarodnih teroristov. Zaradi terorističnega delovanja je izgubil saudsko državljanstvo in njegova bogata družina ga je razdedinila. 
Zaradi vpletenosti v bombardiranje ameriških veleposlaništev leta 1998 je bil dodan na FBI-jeva seznama Ten Most Wanted Fugitives in Most Wanted Terrorists. Od leta 2001 je bil bin Laden in celotna njegova organizacija večji cilj ameriške vojne proti terorizmu. Po padcu talibanov v Afganistanu se je bin Laden skrival na mejnem področju med Afganistanom in Pakistanom.
1. maja 2011 zvečer je predsednik ZDA Barack Obama oznanil na televiziji, da je bil bin Laden ubit v Abbottabadu (Pakistan) v spopadu z ameriškimi specialci in da imajo njegovo truplo. V skladu z muslimanskimi verskimi pravili in običaji so bin Ladna pokopali na morju.

## Življenjepis

### Otroštvo in zgodnja odraslost
Osama bin Mohammed bin Awad bin Laden je bil rojen okrog leta 1957 v mestu Rijad v Savdski Arabiji. Bil je sin Mohameda bin Ladna in njegove desete žene Hamide. Družina Bin Laden se je že dolgo ukvarjala z gradbeništvom in je med drugim delala celo za savdsko kraljevo družino. V intervjuju leta 1998 je Osama navedel, da se je rodil 10. marca 1957. Kmalu po njegovem rojstva sta se starša ločila in njegova mati se je ponovno poročila z Mohamedom al-Attasom; Osama je tako živel s tremi polbrati in eno polsestro.
Vzgojen je bil v strogem vahabizmu. Med letoma 1968 in 1976 se je šolal na elitni sekularni šoli Al-Thager. Šolanje je nato nadaljeval na Univerzi kralja Abdulaziza, kjer je študiral ekonomijo in poslovno upravljanje. Nekateri viri pa še navajajo, da je leta 1979 diplomiral iz gradbeništva oz. leta 1981 iz javne uprave. Medtem ko ga nekateri opisujejo kot pridnega učenca, pa drugi navajajo, da je v tretjem letniku končal študij brez dosežene diplome. Na univerzi pa se je še bolj posvetil preučevanju religije, pri čemer se je ukvarjal z interpretacijo Korana in džihada ter s humanitarnim delom. Ukvarjal pa se je tudi s pisanjem poezije, branjem (med njegovimi najljubšimi knjigami so bila dela feldmaršala Montgomeryja in de Gaulla), konjeništvom, nogometom (spremljal je predvsem Arsenal F.C..).
Leta 1974, ko je bil star 17 let, se je poročil z Najvo Ghanem v Latakiji;. Z Najwo se je ločil leta 2001, še pred napadi 9. septembra. Pozneje se je poročil še petkrat: Khadijah Sharif (1983; ločena v 90. letih 20. stoletja), Khairiah Sabar (1985; neznana usoda), Siham Sabar (1987; neznana usoda), neznana ženska (poroka je bila takoj razveljavljena) in Amal al-Sadah (2000). Osama je s temi ženami imel med 20 in 26 otrok. Mnogo od njegovih otrok je po napadih 11. septembra 2001 pobegnilo v Iran, kjer so jih oblasti nadzorovale.
Bin Ladnov oče je bil ubit leta 1967 v letalski nesreči v Saudovi Arabiji, ko se je njegov ameriški pilot zmotil med pristankom. Tudi njegov najstarejši polbrat, Salem bin Laden, ki je po smrti očeta prevzel vodenje družine, je umrl v letalski nesreči in sicer leta 1988 v San Antoniu (Teksas, ZDA), ko se je ponesreči zaletel v daljnovode.

### Prepričanja
Osama je bil prepričan, da bi samo uvedba šeriatskega prava izboljšala razmere v islamskem svetu in je nasprotoval pan-arabizmu, socializmu, komunizmu ter demokraciji. To prepričanje, v sodelovanju z nasilnim džihadom, je včasih imenovano tudi kutbizem po začetniku Sajidu Qutbi. Osama je bil prepričan, da je Afganistan pod vladavino talibanov Mule Omarja bil edina islamska država v muslimanskem svetu. Osama je nenehno poudarjal, da je nasilni džihad pravica in sicer kot orodje za popravo krivic, katero so nad muslimani zagrešile ZDA in včasih tudi druge nemuslimanske države, da je potrebno uničiti Izrael in da je potrebno doseči umik ZDA iz Bližnjega vzhoda.
Osamova ideologija je tudi vključevala idejo, da so civilisti (vključno z ženskami in otroci) legitimni cilji džihada. Prav tako je bil antisemit in je večkrat opozarjal na domnevne judovske zarote. Prav tako je šiitske muslimane smatral za heretike in da veljajo za enega od glavnih nasprotnikov Al Kaide. 
Bin Laden je iz verskih razlogov nasprotoval glasbi, medtem ko je bilo njegovo mnenje do tehnologije mešano. Tako je zagovarjal uporabo gradbene mehanizacije in genetski inženiring rastlin, hkrati pa je nasprotoval ohlajeni vodi.
Njegovi pogledi in načini, kako bi jih dosegli, so med izobraženci veljali za terorizem, prav tako med novinarji iz The New York Times, na BBCju in katarski televiziji Al Džezira, med analisti kot je Peter Bergen, Michael Scheuer, Marc Sageman in Bruce Hoffman. Zaradi terorizma je bil obtožen v Madridu, New Yorku in Tripoliju.
Osamova strategija proti večjim tarčam (kot sta bila Sovjetska zveza in ZDA) je bila v tem, da se jih vplete v daljše bojevanje izčrpavanja v muslimanskih državah, pri čemer bi boj proti njim pritegnil številne džihadiste, ki se ne bi nikoli predali. To pa bi povzročilo ekonomski zlom sovražnika. Priročniki Al Kajde so jasno zagovarjali to strategijo. Med sovjetsko-afganistansko vojno je džihadistom to tudi uspelo, medtem ko nekateri trdijo, da jim je skoraj uspelo uničiti tudi ZDA, ki je za boj proti Al Kaidi porabila mnogo milijard dolarjev. Posledično nekateri smatrajo, da je bil Osama uspešen v boju proti obema supersilama.

### Vojaška aktivnost

#### Afganistan
Potem ko je leta 1979 zapustil univerzo, je leta 1980 vstopil med islamske borce v vojni proti Rusiji v Afganistanu. Pridružil se je Abdulu Jusufu Azamu. Preko operacije Ciklon, ki je potekala med letoma 1979 in 1989, so ZDA z denarjem in orožjem oskrbovale mudžahidee, pri čemer je pakistanska Inter-Services Intelligence (ISI) delovala kot posrednica. Bin Laden se je tako spoznal s generalporočnikom Hamidom Gulom, ki je bil vodja ISI. Medtem ko so ZDA priskrbele orožje in denar, pa sta ISI in Pakistanske oborožene sile dejansko izvajala urjenje islamskih prostovoljcev. 
Leta 1984 sta bin Laden in Azam ustanovila Maktab al-Khidamat, preko katere sta v Afganistan pošiljala arabski denar, orožje in prostovoljce. Preko al-Khadata pa se je Osama pričel boriti proti Rusom v smislu ekonomskega boja. Tako je s pomočjo podedovanega denarja financiral letalske prevoze in prenočišča, plačilo potnih taks ter drugih potreb, ki so jih imeli mudžahidi. Bin Laden je s svojim gradbenim znanjem in družinskimi gradbenimi podjetji zgradil številna taborišča v Pakistanu, kjer so urili mudžahide. V tem času je pričel Osama nositi kamuflažne jakne in nositi sovjetsko oz. ruske jurišne puške.

#### Al Kaida
Leta 1988 je bin Laden zapustil Maktab al-Khidamat. Medtem ko se je Azam posvetil podpori afganistanskih bojevnikov, pa je bin Laden želel zavzeti bolj militantno vlogo. Ena od glavnih točk razkola med Azamom in bin Ladnom je bilo vprašanje integracije arabskih prostovoljcev: Azam je namreč zagovarjal stališče, da se morajo sledji vključiti v afganistanske enote, ne pa da se iz njih ustanovi samostojne enote. Že 20. avgusta 1988 je bila Al Kaida delujoča, pri čemer so jo opisalo kot organizirano islamsko skupino, ki si prizadeva za dvig sveta k Božji besedi. Med pogoi za vključitev Al Kaido so bili: dober poslušalec, dobro vzgojen, ubogljiv ter poslušen (bajat) do nadrejenih.
Po Wrightu pravo ime skupine ni bilo uporabljeno v javnih oznanilih, ker je bil njen obstoj sprva še skrivnost. Po njegovem raziskovanju je bil Al Kaida ustanovljena 11. avgusta 1998 na srečanju višjih pripadnikov Egiptovskega islamskega džihada, Azama in bin Ladna, pri čemer so se dogovorili, da bodo s pomočjo bin Ladnovega denarja in izkušnjami Islamskega džihada razširili džihad tudi drugje. Potem ko se je Sovjetska zveza februarja 1989 umaknila iz Afganistana, se je bin Laden naslednje leto vrnil v rodno Savdovo Arabijo, kjer je bil sprejet kot heroj džihada, ki je s svojo arabsko legijo uničil supersilo.
Iraška invazija na Kuvajt, pod vodstvom Sadama Huseina, ki se je pričela 2. avgusta 1990, je ogrozila tudi Saudovo Arabijo. Bin Laden se je srečal s kraljem Fahdom in saudskim obrambnim ministrom Sultanom, pri čemer jima je predlagal, da se naj Saudova Arabija ne zanaša na pomoč iz nemuslimanskih držav, ampak naj za obrambo Saudove Arabije raje uporabijo njegove mudžahedine. Njegov predlog je bil zavrnjen; Fahd je zaprosil za namestitev ameriških vojaških enot na svojem ozemlju, zaradi česar je Osama javno obsodil to potezo. Slednji je tako verjel, da je prisotnost tujih enot (iz nemuslimanskih držav) onečastila sveto zemljo (med Meko in Medino). Posledično je Vlada Saudove Arabije poskušala utišati bin Ladna.
Kmalu po prihodu ameriških enot v Saudovo Arabijo je Osama preusmeril svojo pozornost na napade na zahodu. 8. novembra 1990 je FBI napadel dom Sajida Nosaira v New Jerseyju, bližnjega sodelavca Al Kaidinega člana Alija Mohameda, pri čemer so odkrili načrte terorističnih napadov, vključno z nameravanim uničenjem stolpnic v New Yorku. To predstavlja tudi prvo zabeleženo odkritje delovanja Al Kaide izven muslimanskih dežel. Nosair je bil pozneje obsojen zaradi vpletenosti v napad na World Trade Center leta 1993; pozneje je tudi priznal umor rabina Merija Kahana, ki se je zgodil v New Yorku 5. novembra 1990.
Bin Laden je nadaljeval z javnimi nastopi proti savdski vladi zaradi prisotnosti ameriških enot, dokler ga niso oblasti izgnale iz države. Leta 1992 je tako zapustil Savdsko Arabijo in odšel v izgnanstvo v Sudan.

#### Sudan in Afganistan
Leta 1990, pred začetkom zalivske vojne, je Savdska Arabija dovolila nastanitev ameriških sil v državi, kar je Bin Laden ostro obsodil in je bil leta 1991 zaradi protivladnih aktivnosti izgnan iz države. Zatočišče je našel v Sudanu, od koder pa je bil leta 1994  na pobudo ZDA in Savdske Arabije izgnan, ker naj bi bil povezan s terorističnimi napadi v Jemnu in Somaliji. Vrnil se je v Afganistan, kjer je osnoval mrežo Al Kaida.
Leta 1998 je začel pozivati k sveti vojni proti Američanom in Judom in napovedal napade nanje in na njihove zaveznike, zato je postal eden najbolj iskanih ljudi. V govornih in videoposnetkih, posredovanih prek svetovnega spleta, se je vse do smrti izrekal proti zahodnim vplivom v muslimanskem svetu.
Kot vodjo Al Kaide so ga lovile mednarodne sile, saj naj bi bil odgovoren za nekatere izmed največjih terorističnih napadov na svetu, med drugim tudi za teroristične napade 11. septembra 2001.